# Roberta Williams
Roberta Williams (Los Angeles, 16 febbraio 1953) è un'autrice di videogiochi statunitense.
È celebre per avere ideato la prima avventura grafica della storia, Mystery House, insieme al marito Ken Williams che l'ha programmata. Dopo avere fondato la Sierra On-Line insieme a Ken, ha lavorato nel corso degli anni a molti titoli, in particolare a quelli della serie King's Quest, sebbene in una intervista del 2006 abbia dichiarato che il titolo che ricorda con più piacere è Phantasmagoria. Ha posato per due copertine di videogiochi: appare in Mixed-Up Mother Goose, insieme ai suoi due figli D.J. e Chris, e nella celebre fotografia di Softporn Adventure, che la ritrae nuda dentro una vasca da bagno, insieme ad altre due donne e ad un cameriere vestito. Nel 1998 si è "ritirata" dal mondo videoludico; Nel 2021 ha pubblicato il romanzo storico Farewell to Tara ambientato a metà del XIX secolo, durante la Grande carestia irlandese.

## Videogiochi
- Wizard and the Princess (1980)
- Mission Asteroid (1981)
- The Dark Crystal (1982)
- Time Zone (1982)
- King's Quest I: Quest for the Crown (1984)
- Mickey's Space Adventure (1984)
- King's Quest II: Romancing the Throne (1985)
- King's Quest III: To Heir Is Human (1986)
- King's Quest IV: The Perils of Rosella (1988)
- Mixed-Up Mother Goose (1988)
- Laura Bow: The Colonel's Bequest (1989)
- King's Quest V: Absence Makes the Heart Go Yonder! (1990)
- King's Quest 1: Quest for the Crown (Remake) (1990)
- Mixed-Up Mother Goose Multimedia (1990)
- Laura Bow in The Dagger of Amon Ra (1992)
- King's Quest VI: Heir Today, Gone Tomorrow (1993)
- King's Quest VII: The Princeless Bride (1994)
- Mixed-Up Mother Goose Deluxe (1994)
- Phantasmagoria (1995)
- King's Quest: Mask of Eternity (1998)
- Odd Manor (2014)[5]
- Colossal Cave (2023)[6]

## Opere letterarie
- (EN) Farewell to Tara, Morrisville, Lulu.com, 2020, ISBN 978-17-1648-653-1.